# Megaselia pruinosa
Megaselia pruinosa är en tvåvingeart som först beskrevs av Malloch 1914.  Megaselia pruinosa ingår i släktet Megaselia och familjen puckelflugor.
Artens utbredningsområde är Costa Rica. Inga underarter finns listade i Catalogue of Life.